# برهنه (فیلم ۲۰۱۳)
«برهنگی» (انگلیسی: Naked) یک فیلم است که در سال ۲۰۱۳ منتشر شد.